# Helena Guardans Cambó
Helena Guardans Cambó (Barcelona, 1960) és una empresària catalana que des de 2024 és presidenta del Consell de Mecenatge de la Fundació Gran Teatre del Liceu quan substituí Luis Herrero. És Llicenciada en Econòmiques per la Universitat d’ESADE, Barcelona.
El 2025 fou inclosa a la llista Forbes de les 100 dones més influents de Catalunya. És filla de l’advocat Ramon Guardans Vallès i d’Helena Cambó Mallol i té 13 germans.